# Hōjō Shigetoki (1287)
Pour les articles homonymes, voir Hōjō Shigetoki.
Hojo Shigetoki (北条業時, 1241-13 août 1287) du clan Hōjō est le septième rensho (assistant du shikken) de 1283 à sa mort en 1287.